# Публичное проявление чувств
Публичное проявление чувств — акты физической близости, которые могут расцениваться как непристойные действия. Отношение к публичному проявлению чувств зависит от культурных традиций, социальных норм и сексуальной этики, господствующих в том или ином обществе. Одни и те же действия в разных культурах могут расцениваться как физическая близость или не считаться таковой.
Например, в ЮАР закон запрещает прилюдно проявлять любовь лицам моложе 16 лет. Целоваться и обниматься на публике запрещено также в Индии, Китае, в нескольких государствах арабского мира и Африки (в Саудовской Аравии, Мозамбике). За прилюдный поцелуй в Иране или ОАЭ грозит многомесячное тюремное заключение. С другой стороны, в Нидерландах в нескольких крупных городах было разрешено заниматься сексом в парках в вечернее и ночное время при условии соблюдения некоторых правил.